# Пакандам, Хассан
Хассан Пакандам (перс. حسن پاک اندام‎; 19 мая 1934, Тегеран — 16 июля 2013, Тегеран) — иранский боксёр. Участник летних Олимпийских игр 1964 года.

## Биография
Хассан Пакандам родился 19 мая 1934 года в персидском городе Тегеран.
Начал заниматься боксом в 1950 году в тегеранском «Тадже». В 1952 году впервые выступил на международных соревнованиях.
В 1955—1965 годах входил в состав сборной Ирана.
В 1958 году участвовал в летних Азиатских играх в Токио. В весовой категории до 60 кг проиграл в четвертьфинале по очкам будущему чемпиону Дон Хун Чунгу из Южной Кореи.
В 1962 году должен был выступить на летних Азиатских играх в Джакарте, однако Иран отказался от участия.
В 1964 году вошёл в состав сборной Ирана на летних Олимпийских играх в Токио. В весовой категории до 60 кг проиграл в 1/16 финала Стояну Пиличеву из Болгарии — судья остановил бой на первой минуте третьего раунда.
Пакандам связывал неудачу на Олимпиаде с тем, что иранские боксёры сгоняли вес и чувствовали себя слабыми. По мнению Пакандама, в весовой категории до 67,5 кг он мог выступить успешнее.
Умер 16 июля 2013 года в Тегеране.